# Punta Lengua
La Punta Lengua (en inglés: Demon Point) es una punta ubicada en la costa noreste de la isla Candelaria en el archipiélago Candelaria en las islas Sandwich del Sur. Tiene forma de espigón y posee grandes piedras. En sus cercanías se halla la roca Negra. La Dirección de Sistemas de Información Geográfica de la provincia de Tierra del Fuego cita la punta en las coordenadas 57°02′12″S 26°39′10″O / -57.03667, -26.65278.
En esta punta se ubica uno de los puntos que determinan las líneas de base de la República Argentina, a partir de las cuales se miden los espacios marítimos que rodean al archipiélago.

## Toponimia
La punta fue cartografiada y nombrada por el personal del buque británico RRS Discovery II de Investigaciones Discovery en 1930. Su primer nombre en inglés fue Spit Point, siendo luego traducida al castellano. Para evitar duplicaciones, en 1971, el Comité de Topónimos Antárticos del Reino Unido renombró la punta en inglés, continuando con el uso de nombres de la mitología en los topónimos de la isla.
La isla nunca fue habitada ni ocupada, y es reclamada por el Reino Unido como parte del territorio británico de ultramar de las Islas Georgias del Sur y Sandwich del Sur y por la República Argentina, que la hace parte del departamento Islas del Atlántico Sur dentro de la provincia de Tierra del Fuego, Antártida e Islas del Atlántico Sur.